# Sibonejowie
Sibonejowie, Indianie Ciboney – plemię uważane za jedną z pierwszych grup ludzkich zasiedlających wyspy Morza Karaibskiego, a zwłaszcza Kubę. Zajmowali się rybołówstwem i kopieniaczą uprawą ziemi. Z czasem zmarginalizowani przez ekspansję Indian Taino i zepchnięci ku wschodniej części wyspy.
W wyniku kolonizacji hiszpańskiej wyginęli lub wymieszali się z ludnością napływową.